# Hubertus Schmidt
Hubertus Schmidt (Bad Wünnenberg, 8 de octubre de 1959) es un jinete alemán que compitió en la modalidad de doma.
Participó en los Juegos Olímpicos de Atenas 2004, obteniendo una medalla de oro en la prueba por equipos (junto con Heike Kemmer, Martin Schaudt y Ulla Salzgeber). Ganó una medalla de oro en el Campeonato Mundial de Doma de 2006 y dos medallas en el Campeonato Europeo de Doma de 2005.

## Palmarés internacional
| Juegos Olímpicos   | Juegos Olímpicos     | Juegos Olímpicos | Juegos Olímpicos |
| Año                | Lugar                | Medalla          | Categoría        |
| ------------------ | -------------------- | ---------------- | ---------------- |
| 2004               | Atenas (Grecia)      | Medalla de oro   | Por equipos      |
| Campeonato Mundial |                      |                  |                  |
| Año                | Lugar                | Medalla          | Categoría        |
| 2006               | Aquisgrán (Alemania) | Medalla de oro   | Por equipos      |
| Campeonato Europeo |                      |                  |                  |
| Año                | Lugar                | Medalla          | Categoría        |
| 2005               | Hagen (Alemania)     | Medalla de oro   | Por equipos      |
| 2005               | Hagen (Alemania)     | Medalla de plata | Individual       |